# 人民路站 (郑州市)
人民路站是郑州地铁1号线的车站，位于中华人民共和国河南省郑州市金水区人民路街道与管城回族区北下街街道交界处人民路与管城后街交叉口，于2013年12月28日随郑州地铁1号线一期工程开通。

## 车站结构
人民路站的主体结构位于人民路地下，呈东北-西南向布置，长138米，宽21米，为地下三层车站。其中B1層為站廳層，B2層為设备層，不对外开放，B3层为站台层。
| 1F  | 地面     | 所有出入口                                               | 所有出入口                                               | 所有出入口                                               |
| B1F | 站厅     | 客服中心、自动售票机、行李检查、闸机、车站控制室、警务室 | 客服中心、自动售票机、行李检查、闸机、车站控制室、警务室 | 客服中心、自动售票机、行李检查、闸机、车站控制室、警务室 |
| B2F | 设备层   | 车站设备                                                 | 车站设备                                                 | 车站设备                                                 |
| B3F | █ 1号线  | 往河南工业大学方向（二七广场）                           | 往河南工业大学方向（二七广场）                           | 往河南工业大学方向（二七广场）                           |
| B3F | 岛式站台 | 卫生间                                                   | 至站厅                                                   |                                                          |
| B3F | █ 1号线  | 往河南大学新区方向（紫荆山）                             | 往河南大学新区方向（紫荆山）                             | 往河南大学新区方向（紫荆山）                             |

### 站厅
人民路站的站厅位于B1层，设有客服中心、自动售票机、行李检查等设施。站厅由闸机和栏杆分隔为付费区和非付费区，付费区内设有自动扶梯、步梯和无障碍电梯连接站台层。车站控制室位于站厅南端D口通道处，另外，站厅内设有一座警务室，位于C口通道旁边。

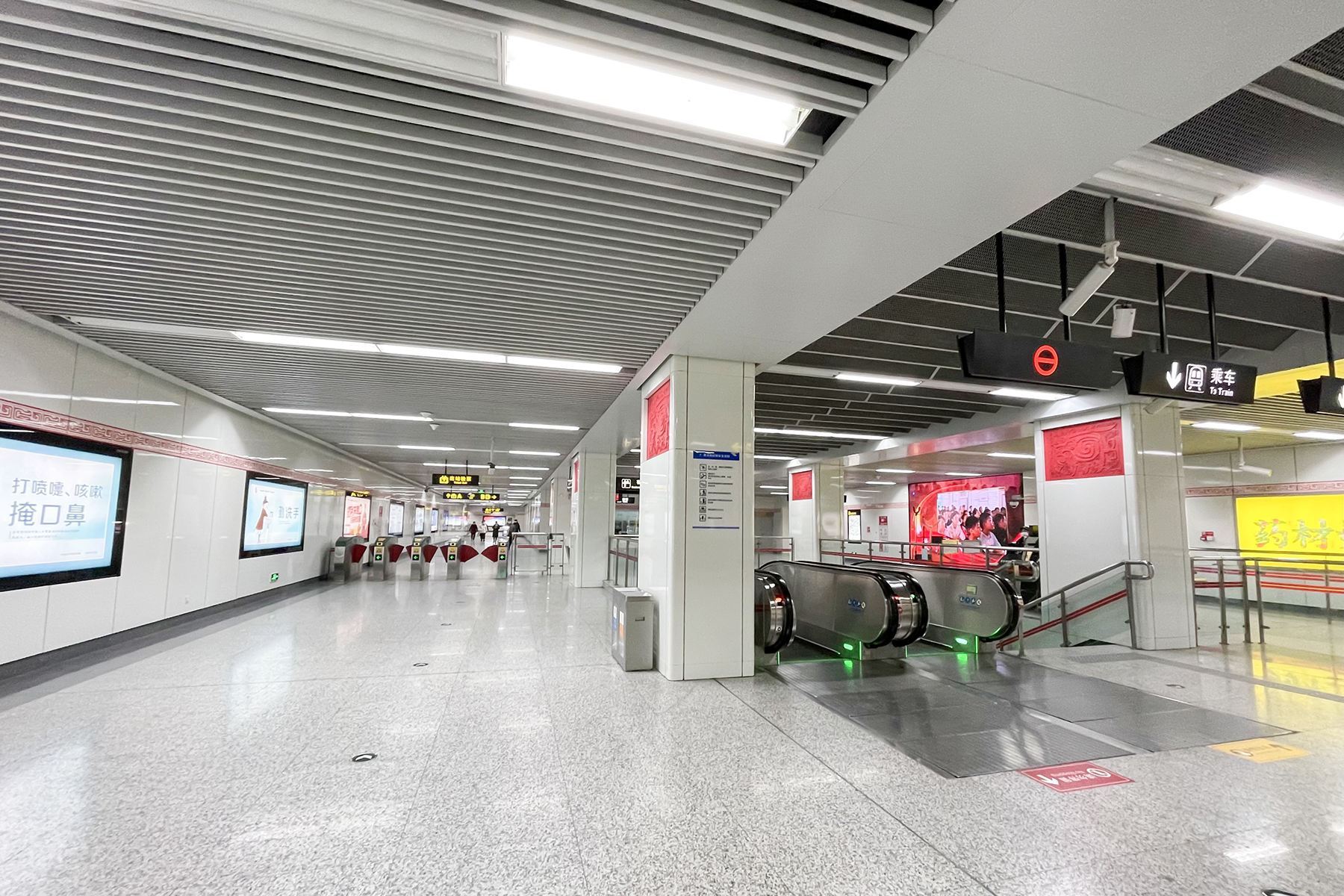
站厅
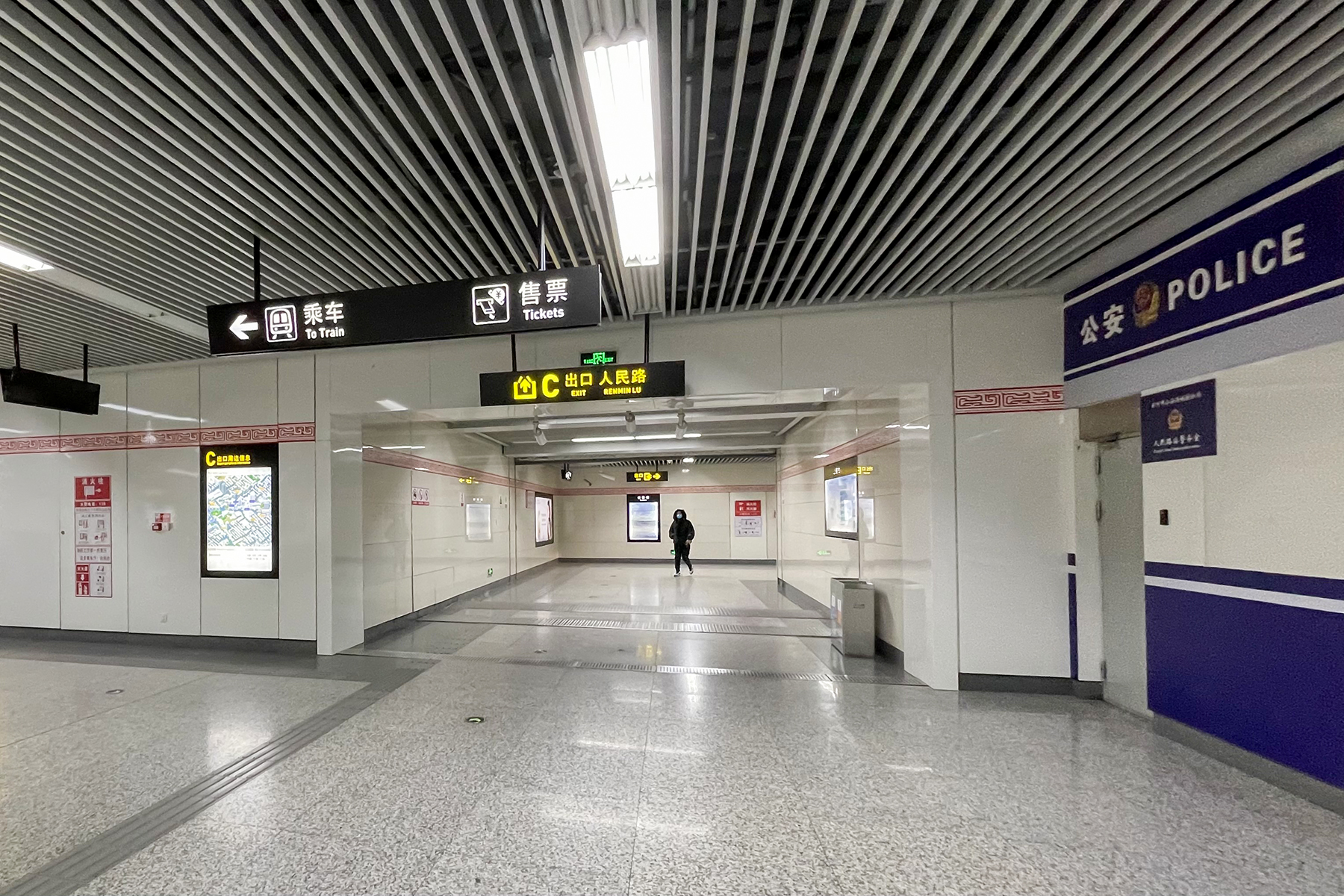
站厅东南角的C出口及警务室
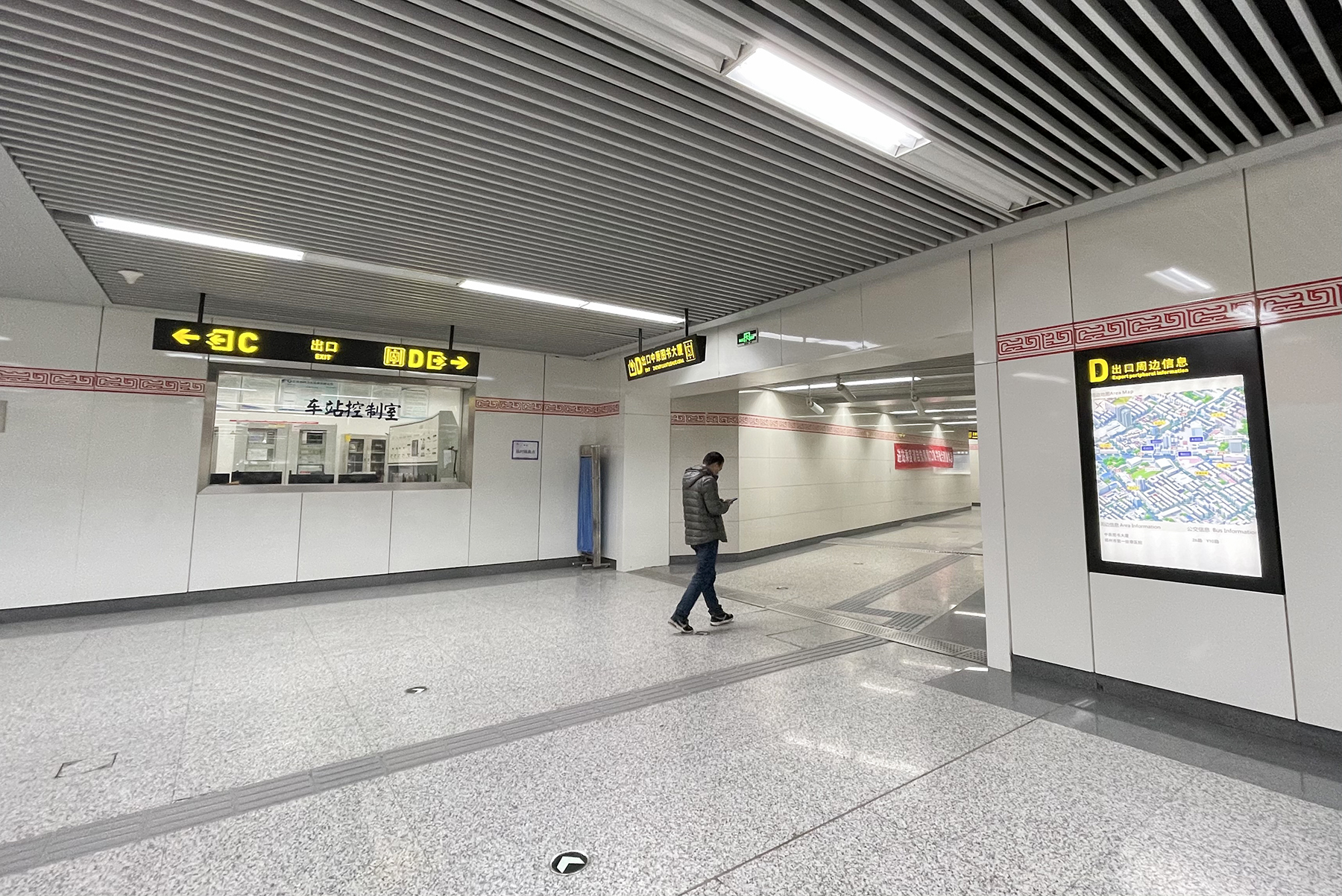
站厅西南角的D出口及车站控制室

### 站台
人民路站设一座岛式站台，位于B3层，安装有高站台门。东南侧站台面由1号线下行（河南大学新区方向）列车使用，西北侧站台面由1号线上行（河南工业大学方向）列车使用。在站台西南端设有卫生间和母婴室。站台中部设有连接站厅付费区的无障碍电梯。

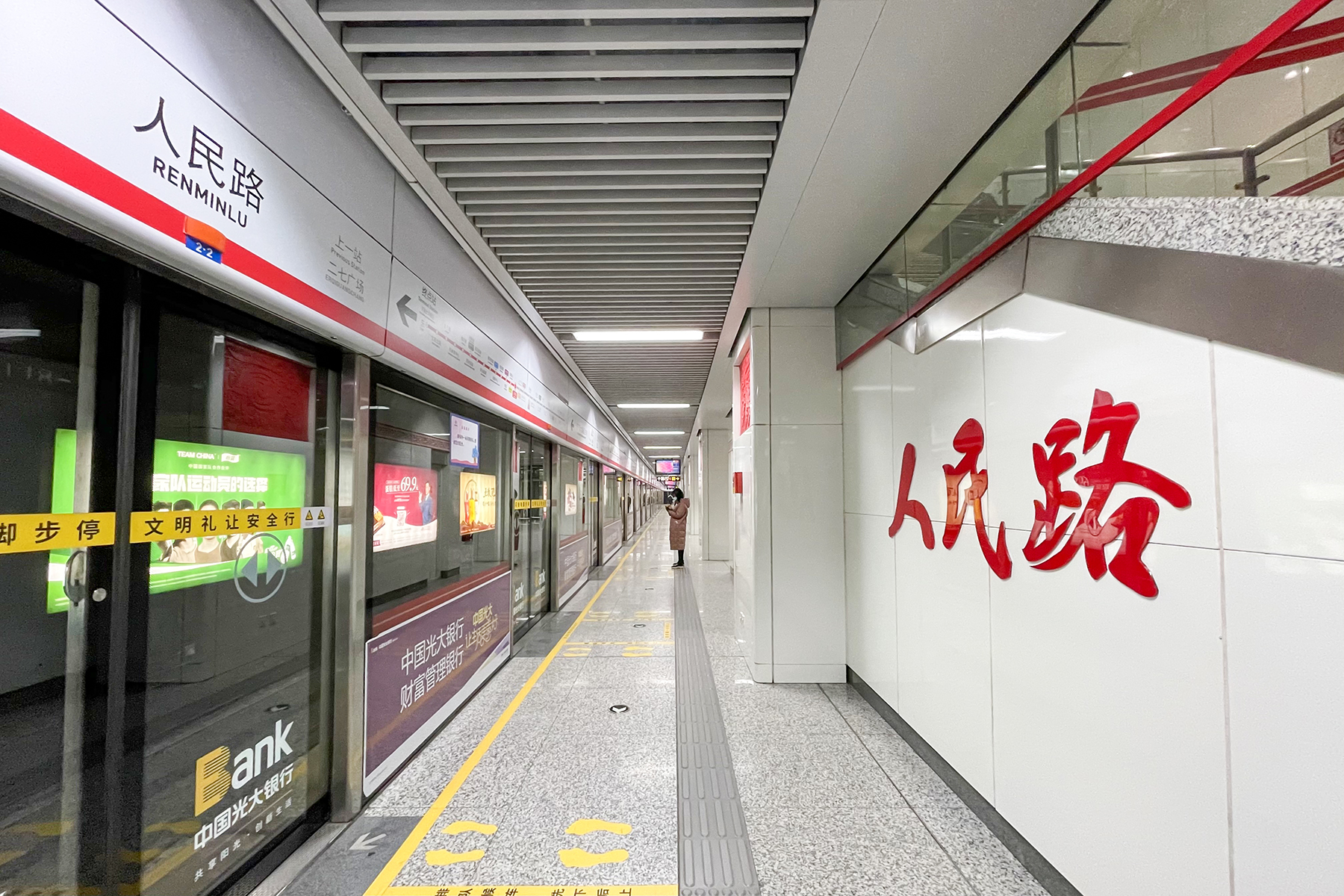
站台上的站名大字壁
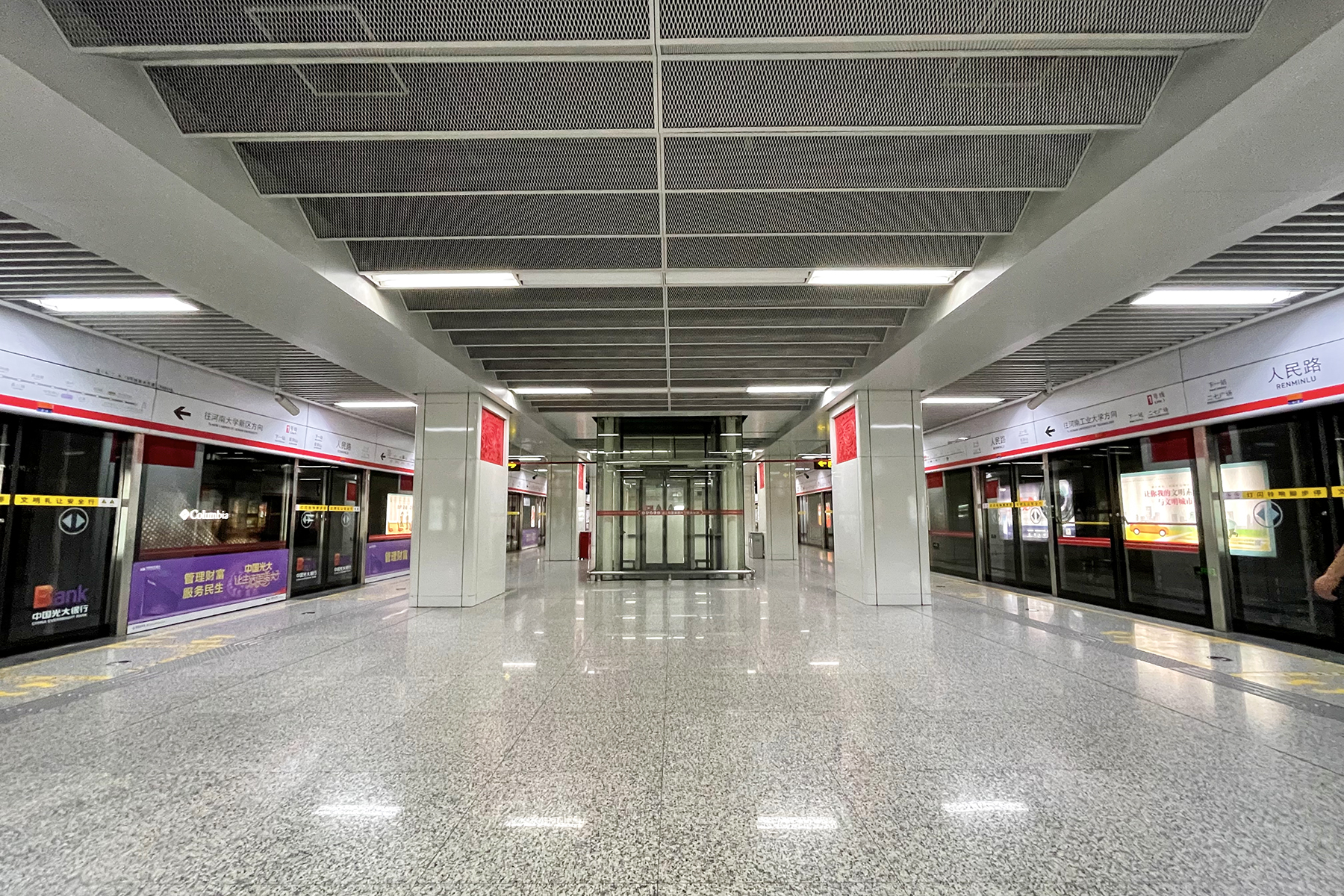
站台上连接站厅的无障碍电梯

## 出入口
人民路站一共有A、B、C、D四个出入口，连接地面和站厅非付费区。其中A口位于人民路西北侧河南中医药大学第一附属医院大门以南，B口位于管城后街北侧，此外B口通道直接连接丹尼斯百货人民店的地下一层。C口位于人民路东南侧郑州市体育馆门前，D口位于人民路西北侧中原图书大厦门前。无障碍电梯设于D口。
该站各出入口信息如下表所示。
| 河南中医一附院 | 河南中医一附院 | 河南中医一附院 | 河南中医一附院 | 河南中医一附院            |
| 编号           | 路线           | 路线           | 路线           | 备注                      |
| -------------- | -------------- | -------------- | -------------- | ------------------------- |
| G9             | 花园口村公交站 | ⇆              | 航海路秦岭路   |                           |
| G37            | 兴国路公交站   | ⇆              | 会展中心       |                           |
| G81            | 宇通路公交站   | ⇆              | 紫荆山人民路   |                           |
| G82            | 嵩山南路南四环 | ⇆              | 晨旭路中州大道 | B2路支线                  |
| 100            | 腊梅路公交站   | ⇆              | 紫荆山人民路   | B2路支线                  |
| 101            | 农业路中州大道 | ⇆              | 火车站北港湾   | 原101路东线，曾为无轨电车 |
| 903            | 航海路秦岭路   | ⇆              | 农业路中州大道 |                           |
| Y10            | 北三环中州大道 | ⇆              | 火车站北港湾   | 夜间服务                  |
| Y11            | 花园口村公交站 | ⇆              | 火车站北港湾   | 夜间服务                  |
| Y21            | 佛岗村公交站   | ⇆              | 紫荆山人民路   | 夜间服务                  |

| 工人新村 | 工人新村       | 工人新村 | 工人新村             | 工人新村 |
| 编号     | 路线           | 路线     | 路线                 | 备注     |
| -------- | -------------- | -------- | -------------------- | -------- |
| G37      | 兴国路公交站   | ⇆        | 会展中心             |          |
| 718专线  | 工人新村       | ⇆        | 河南中医一附院东院区 |          |
| 719专线  | 工人新村       | ⇆        | 河南中医一附院东院区 |          |
| Y11      | 花园口村公交站 | ⇆        | 火车站北港湾         | 夜间服务 |
| Y21      | 佛岗村公交站   | ⇆        | 紫荆山人民路         | 夜间服务 |

| 工人新村 | 工人新村     | 工人新村 | 工人新村       | 工人新村 |
| 编号     | 路线         | 路线     | 路线           | 备注     |
| -------- | ------------ | -------- | -------------- | -------- |
| Y35      | 王屋路公交站 | ⇆        | 紫荆山金水路西 | 夜间服务 |

## 历史
人民路站在施工期间曾称“市体育馆站”。该站采用明挖顺作法施工，于2009年12月4日起开始封闭施工，于2011年9月主体结构完工，并于2013年12月28日随1号线一期工程开通运营而正式启用。
2024年1月29日，该站出入口外的站名标识由“人民路站”改为“人民路站·河南中医一附院”，站内标识和列车内的站序图等则并未改动。